# État vassal
Pour les articles homonymes, voir Vassal.
Un État vassal est un État qui est subordonné à un autre.
Le vassal, dans ce cas, est le dirigeant, plutôt que l’État lui-même. La notion de vassalité consiste le plus souvent à fournir une assistance militaire ou économique (parfois les deux) à l’État dominant lorsque celui-ci en fait la demande.
Un État vassal est aussi amené à payer un tribut.